# Янг, Нил Джеймс
Нил Джеймс Янг (англ. Neil James Young; 17 февраля 1944, Манчестер, Ланкашир — 3 февраля 2011, Манчестер, Северо-Западная Англия) — английский футболист, выступавший за клуб «Манчестер Сити».

## Карьера
В 1959 г. начал выступать за команду юниоров «Манчестер Сити», уже год спустя подписал свой первый профессиональный контракт и дебютировал в 1961 г. в Первом дивизионе английского чемпионата. Быстро закрепившись в основе команды, он остался ей верен, несмотря на вылет в 1963 г. во второй дивизион. А уже в 1968 г. команда становится чемпионом Англии, при этом Янг забил за сезон 19 мячей. В 1969 г. клуб побеждает в Кубке Англии по футболу, забив решающий мяч в поединке с Лестером. В сезоне 1969/70 Манчестер завоевывает Кубок обладателей кубков, переиграв в финале польский Гурник (Забже) со счетом 2:1, а Янг становится автором одного из голов.
После смерти брата в 1970 г. в карьере футболиста наступает спад, он теряет место в основе команды и в 1972 г. переходит в клуб второго дивизиона Престон Норт Энд. В 1974 г. становится игроком Рочдейла, представлявшего четвёртый дивизион английского первенства. Спустя год Янг завершает свою спортивную карьеру.